# Robotech: La película
Robotech: La película es una película de animación estadounidense-japonés basada en la serie de TV Robotech creada por Harmony Gold USA, siendo un derivado de este.
La película utilizó partes del primer episodio del OVA Megazone 23 con la serie de anime Super Dimensional Cavalry Southern Cross.

## Argumento
En el año 2027 los Maestros de la Robotechnia llegan a la Tierra, intentan recuperar un chip de memoria del SDF-1 que chocó en la Tierra en el año 1999, en chip en sí es una supercomputadora llamada EVE. Para esto secuestran al Coronoel B.D. Andrews y lo reemplazan por un clon.
Uno de los hombres de Andrews llamado Tod, ve sospechoso el comportamiento del coronel y le entrega el prototipo MODAT-5 del ciclón que aparecería en la Nueva Generación a su amigo civil Mark Laundry, un pariente de Rick Hunter.
Los hombres del falso Andrews ubican a Tod y lo asesinan, pero poco antes le dice a Mark que trate de contactar a EVA. Finalmente Mark se entera de que la única EVA que conoce es en realidad un holograma de una famosa cantante utilizada por el gobierno de la Tierra unida para propaganda bajo el control parcial de Andrews.
El público sin saber de la llegada de los Maestros, la Cruz del Sur los combate en el espacio utilizando un plan ideado por la supercomputadora, pero Andrews sabotea el plan lo que ocasiona la retirada de las fuerzas de la tierra.
Mark confrontará a Andrews y amenaza hacer público los secretos ocultos de Andrews.

## Reparto
| Actor            | Personaje                                                      |
| ---------------- | -------------------------------------------------------------- |
| Ryan O'Flannigan | Mark Landry, Strategic Air Command Tech 2, y voces adicionales |
| Brittany Harlowe | Becky Michaels                                                 |
| Muriel Fargo     | Eve                                                            |
| Greg Snow        | Colonel B.D. Andrews, y Newscaster 2                           |
| Jeffrey Platt    | Rolf Emerson, Rider 1, y voces adicionales                     |
| Guy Garrett      | Anatole Leonard, Red Master Elder 1, y Yellow Master Elder 2   |
| Abe Lasser       | Yellow Master Elder 1, Roger, y Red Master Elder 2             |
| Mearle Pearson   | Profesor Embry                                                 |
| Penny Sweet      | Kelley Stevens                                                 |
| Wendee Swan      | Stacy Embry                                                    |

## Producción
La producción en sí tuvo muchas dificultades lo que contribuyó a su poco éxito, aunque en Chile, Argentina y en Europa fue un éxito. Por ejemplo, Megazone 23 fue filmada en 32mm, mientras que Southern Cross en 16mm, esta diferencia se nota en la pantalla, además del estilo animación diferente de ambas y el uso de escenas ya vistas de Southern Cross.
Las escenas finales de la película fueron enviadas a hacer en Japón y no aparecen en el OVA original de Megazone 23.

## Curiosidades
La película presenta varias referencias a Star Wars, tales como la introducción en un formato similar, además de en la batalla de Mark contra Andrews este saca un arma muy similar al sable de luz icono de Star Wars.